# Бенетутті
Бенетутті (італ. Benetutti, сард. Benetuti) — муніципалітет в Італії, у регіоні Сардинія,  провінція Сассарі.
Бенетутті розташоване на відстані близько 330 км на південний захід від Рима, 140 км на північ від Кальярі, 60 км на південний схід від Сассарі.
Населення — 1912 осіб (2014).
Щорічний фестиваль відбувається 18 серпня. Покровитель — Sant'Elena Imperatrice.

## Демографія
Населення за роками:

Станом на 1 січня 2023 року в муніципалітеті офіційно проживало 13 іноземців з 4 країн, серед них 9 громадян країн Євросоюзу.

## Сусідні муніципалітети
- Боно
- Бультеї
- Нуле
- Нуоро
- Оніфері
- Орані
- Оруне
- Паттада
- Оротеллі